# Saint-Eusèbe (Saône-et-Loire)
Saint-Eusèbe település Franciaországban, Saône-et-Loire megyében. Lakosainak száma 1175 fő (2022. január 1.). Saint-Eusèbe Montchanin, Les Bizots, Blanzy, Marigny, Saint-Laurent-d’Andenay, Saint-Micaud és Torcy községekkel határos.

## Népesség
A település népessége az elmúlt években az alábbi módon változott:
| Lakosok száma | 1141 | 1180 | 1209 | 1191 | 1196 | 1200 | 1207 | 1203 | 1175 |
|               | 2013 | 2015 | 2016 | 2017 | 2018 | 2019 | 2020 | 2021 | 2022 |